# Geneviève Poitrine
Geneviève Poitrine, född 1750, död efter 1783, var en fransk amma. Hon var amma till Frankrikes tronföljare Louis Joseph av Frankrike mellan 1781 och 1783. Hon anklagades i efterhand för att ha smittat kronprinsen med den tuberkulos han dog av 1789. 
Hon uppges ha populariserat vaggsången Malbrough s'en va-t-en guerre. Denna visa var en lokal vaggvisa som tidigare hade varit känd enbart i hennes hemtrakt, men Marie Antoinette blev förtjust i den då hon hörde den sjungas för sin son, och spelade den till harpa. Visan blev sedan populär i hela Frankrike. 